# Tengen Toppa Gurren Lagann
Tengen Toppa Gurren Lagann (天元突破グレンラガン) thường được gọi tắt thành Gurren Lagann là anime chủ đề mecha thực hiện bởi Gainax và đồng sản xuất bởi Aniplex và Konami. Nó kéo dài 27 tập trên TV Tokyo của Nhật Bản từ ngày 1 tháng 4 đến 30 tháng 9 năm 2007. Anime được đạo diễn bởi Imaishi Hiroyuki, kịch bản viết bởi nhà biên kịch kỳ cựu Nakashima Kazuki đã được phát triển từ sự tham gia của các nhà làm anime nổi tiếng trong Abenobashi theo chủ đề Mecha của cùng một phòng thu. Anime giành nhiều giải thưởng tại Liên hoan anime quốc tế Tokyo , Animation Kobe  và Liên hoan Nghệ thuật Truyền thông Nhật Bản.
Cấp giấy phép cho một phiên bản Bắc Mỹ của Gurren Lagann đã được công bố bởi ADV Films tại AnimeExpo 2007 vào ngày 30 tháng 6 năm 2007, tuy nhiên, sau một loại bỏ không giải thích được từ catalog của ADV (mặc dù có đã hoàn thành được 5 tập đầu tiên), Bandai Entertainment đã công bố nó đã được8 tổ chức cấp giấy phép tại New York Comic Con 2008 . Nó cũng được thông báo phát hành tại Anh bởi ADV Films ở AmeCon năm 2007, tuy nhiên tại AmeCon năm 2008 Beez Entertainment thông báo rằng họ có quyền phân phối anime tại Anh. Nó cũng được thông báo bởi ADV Films tại Đức cho một bản phát hành vào mùa hè 2008. Sci Fi Channel mua lại quyền phát sóng của Gurren Lagann và bắt đầu phát sóng vào ngày 28 tháng 7 năm 2008 như là một phần của khối anime Ani-Monday .
Chuyển thể manga của anime đã được thực hiện và đăng trên tạp chí Dengeki Comic Gao! của MediaWorks' từ ngày 27 tháng 4 năm 2007 nhưng sau đó đã chuyển sang tạp chí Dengeki Daioh của ASCII Media Works vào ngày 21 tháng 4 năm 2008 vì tạp chí cũ ngừng xuất bản ngày 27 tháng 2. Bandai Entertainment đã đăng ký bản quyền tiếng Anh của anime này để phát hành tại thị trường Bắc Mỹ. Một loạt anime khác có tên Tengen Toppa Gurren Lagann: Gurren Gakuen-hen cũng đã được thực hiện và đăng trên tạp chí Comp Ace của Kadokawa Shoten từ ngày 26 tháng 8 năm 2008 đến ngày 26 tháng 1 năm 2009. Chuyển thể light novel cũng đã được thực hiện và phát hành bởi Shogakukan. Một trò chơi điện tử dựa trên anime đã được thực hiện cho hệ máy Nintendo DS và đã phát hành vào ngày 25 tháng 10 năm 2007, đi kèm với một tập đặc biệt của anime . Hai phim anime có tên Tengen Toppa Gurren Lagann: Gurren-hen và Tengen Toppa Gurren Lagann: Lagann-hen đã được thực hiện và phát hành. Đầu tiên công chiếu tại các rạp chiếu phim Nhật Bản vào ngày 6 tháng 9 năm 2008, và công chiếu lần thứ hai vào ngày 25 tháng 4 năm 2009.

## Cốt truyện

### Câu chuyện
Gurren Lagann diễn ra trong một tương lai giả tưởng nơi mà Trái Đất được cai trị bởi Spiral King Lordgenome, người buộc loài người sống trong những ngôi làng bị cô lập dưới lòng đất mà không có liên hệ với thế giới mặt đất hoặc các làng khác. Những ngôi làng này bị đe dọa liên tục bởi các trận động đất nên dân làng được lệnh đào xuống sâu hơn để mở rộng nhà của họ dưới lòng đất. Simon, một thanh niên đào hầm hiền lành bị tẩy chay bởi đồng nghiệp của mình, tìm thấy niềm an ủi ở người bạn tốt nhất và cũng là hình tượng anh trai của cậu, ở một người lập dị tên là Kamina, người cho phép Simon tham gia băng đảng của mình, Team Gurren, để giúp anh ta đạt được ước mơ của mình là đến thăm thế giới mặt đất.
Một ngày nọ, Simon tìm được một chìa khóa hình mũi khoan được gọi là Core Drill, theo sau là một mecha nhỏ giống như một khuôn mặt được gọi là Gunmen. Ngay sau đó, một Gunmen khổng lồ phá hủy trần hang động và bắt đầu tấn công ngôi làng, theo sau là một cô gái tên Yoko, người cố gắng đẩy lùi Gunman. Simon sử dụng Core Drill của mình để kích hoạt Gunmen nhỏ hơn, được Kamina đặt tên là Lagann và sử dụng nó để tiêu diệt Gunmen lớn hơn và vượt lên thế giới mặt đất.
Simon và Kamina học hỏi từ Yoko rằng con người trên thế giới mặt đất bị tấn công mỗi ngày bởi các Gunmen được lái bởi Beastmen, sinh vật hình người phục vụ như quân đội của Lordgenome. Kamina chiếm quyền điều khiển một Gunmen và đặt tên nó là Gurren, kết hợp nó với Lagann của Simon để hình thành mecha Gurren Lagann. Hành động của họ truyền cảm hứng cho những người khác để ăn cắp Gunman của riêng họ và tham gia Team Gurren, cuối cùng đổi tên thành Team Dai-Gurren. Cuối cùng, Team Dai-Gurren chiếm một pháo đài Gunman để sử dụng như là căn cứ hoạt động của họ, mặc dù Kamina bị giết trong cuộc chiến.
Simon chìm vào trầm cảm sau cái chết của Kamina cho đến khi cậu gặp Nia, con gái của Lordgenome. Team Dai-Gurren ban đầu không tin tưởng cô, nhưng cho phép cô tham gia khi họ biết được rằng cô đã bị chính cha mình bỏ rơi. Nia giúp Simon vược qua cái chết của Kamina và cậu có vai trò như là người lãnh đạo Team Dai-Gurren, dẫn dắt họ đánh bại Lordgenome và quân đội Beastmen.
Bảy năm sau, nhân loại đạt được sự thịnh vượng trên thế giới mặt đất với Simon và các thành viên của Team Dai-Gurren phục vụ như chính phủ của thế giới. Điều này thu hút sự chú ý của một mối đe dọa mới được gọi là Anti-Spirals, người sử dụng Nia như là sứ giả để thông báo sự va chạm của Mặt Trăng với Trái Đất, quét sạch mọi sự sống trên hành tinh. Với sự hướng dẫn từ một Lordgenome đã phần nào sống lại, Team Dai-Gurren ngăn ngừa sự va chạm của Mặt Trăng, cứu Nia, và phá hủy Anti-Spirals. Tuy nhiên, điều này là nguyên nhân Nia mờ dần đi và biến mất vì sự tồn tại của cô là gắn liền với Anti-Spirals. Simon dành phần còn lại của cuộc đời lang thang trên hành tinh như một người lang thang vô danh trong khi đồng đội của anh liên lạc với các chủng tộc khác trong thiên hà để đảm bảo sự an toàn của vũ trụ.

### Nhân vật chính

Team Dai-Gurren

Simon (シモン Shimon)
Lồng tiếng bởi: Kakihara Tetsuya
Simon là nhân vật chính của Gurren Lagann. Anh được giới thiệu như là một người đào 14 tuổi, từ làng Giha người bị coi thường bởi nhiều đồng nghiệp do nhân cách nhút nhát và yếu đuối. Anh rất ngưỡng mộ Kamina, một trong vài người bạn của mình trong làng và gọi là anh trai mặc dù họ không có quan hệ máu mủ. Simon dành nhiều phần đầu của anime theo sao Kamina, nhưng dần dần có được tinh thần chiến đấu và quyết tâm của riêng mình trong quá trình loạt, hành động một mình thường xuyên hơn cho đến khi cách biệt cá tính của mình khỏi Kamina. Khám phá của anh về Core Drill và Gunman "Lagann" là những điều thiết lập các sự kiện của loạt. Trong suốt loạt, Simon chủ yếu là phi công chính của Lagann, có khả năng sản xuất lưỡi khoan từ bất kỳ phần nào của cơ thể của nó khi nó phản ứng với năng lượng Xoắn ốc của Simon. Anh sử dụng khả năng này để kết hợp với Gunmen của Kamina, Gurren, để hình thành Gurren Lagann. Anh cũng có thể kiểm soát các Gunman khác bằng cách sử dụng khả năng này.
Kamina (カミナ)
Lồng tiếng bởi: Konishi Katsuyuki
Kamina là nhân vật chính diện trong quý đầu tiên của anime. Anh là một người phá luật trẻ tuổi từ làng Giha người có ước mơ rời khỏi nhà dưới lòng đất của mình và đến thế giới mặt đất, mà anh đã nhìn thấy khi còn là một đứa trẻ. Tính cách cực kỳ đam mê và tự tin của kamina làm cho anh hành động như một lá chắn cho Simon nhút nhát và yếu ý chí, phục vụ để truyền đạt lòng can đảm cho Simon. Hành động của anh mang rất nhiều ảnh hưởng đến toàn bộ loạt, như anh lập ra Team Dai-Gurren và hoạt động như lãnh đạo của nhóm để chống lại các mối đe dọa của Lordgenome và Beastmen. Vào đầu anime, Kamina chiếm quyền điều khiển một Gunmen mà anh đặt tên là Gurren, với anh là người lái trong khi kết hợp với Lagann của Simon để tạo ra Gurren Lagann. Tuy nhiên, anh bị giết ở cuối vòng cung đầu tiên trong quá trình Team Dai-Gurren chiếm Dai-Gunzan, mà các nhân vật chính sử dụng như là căn cứ của họ.
Yoko Littner (ヨーコ・リットナー Yōko Rittonā)
Lồng tiếng bởi: Inoue Marina
Yoko là nhân vật chính thứ ba của anime. Cô là một phụ nữ trẻ từ Littner, một ngôi làng lân cận Giha, và được giới thiệu như là một thành viên của một nhóm đề kháng nhỏ chống lại Beastmen. Cô giúp giới thiệu Simon và Kamina với thế giới mặt đất và trở thành một thành viên của đội Gurren ngay sau đó. Cô đem lòng yêu Kamina ngay từ đầu trong anime và không nghĩ nhiều đến Simon cho đến khi anh bắt đầu có dấu hiệu của sự tự tin. Sau cái chết của Kamina, cô cố gắng để giúp Simon đối phó và hình thành một mối quan hệ cchị em với anh. Cô thường không phải là tay lái của Gunmen, thay vào đó cầm một khẩu súng trường năng lượng cao và sử dụng tài thiện xạ tuyệt vời và sự khôn ngoan của mình để giúp các đồng đội của cô.
Nia Teppelin (ニア・テッペリン Nia Tepperin)
Lồng tiếng bởi: Fukui Yukari
Nia là một nhân vật chính được giới thiệu trực tiếp sau cái chết của Kamina trong anime. Sống một cuộc dời được bảo vệ như con gái của Lordgenome, nhân vật đối kháng chính của nửa đầu anme, cô không biết gì về cuộc chiến tranh giữa con người và Lordgenome cho đến khi cô bị bỏ rơi bởi cha cô và được phát hiện bởi Simon. Cô là một cô gái rất lịch sự và ngây thơ, người tò mò về thế giới, và các hành vi ảnh hưởng nhẹ nhàng cho Simon sau sự trầm cảm của anh trong việc gây ra bởi cái chết của Kamina. Cả hai yêu nhau và trở thành đính hôn vào đầu nửa thứ hai của anime, nhưng nay sau đó cô được phát hiện là một đặc vụ của Anti-Spirals. Trong thời gian này, Nia bị chiếm giữ bởi một cá tính lạnh lùng và không quan tâm được gọi là "Messenger Nia" và buộc phải chống lại Simon ngược lại ý muốn của mình cho đến khi Simon cứu cô.

### Thuật ngữ

#### Beastmen

Bốn tướng Beastmen (theo chiều kim đồng hồ từ trên) là Guame, Cytomander, Thymilph và Adiane

Beastmen không phải là dạng sống Spiral, tạo ra và nhân bản vô tính bởi Lordgenome để chiến đấu bằng cách lái Gunmen. Nhiều loài động vật khác trên hành tinh trước đây là sản phẩm thất bại và do đó thiếu sự thông minh mà Beastmen có. Beastmen và nhiều loài động vật khác được tìm thấy trên hành tinh này không thể tái sản xuất mà thay vào đó thông qua nhân bản.

Gunmen thông thường

#### Gunmen
Gunmen (ガンメン Ganmen) là loại mecha được sử dụng trong loạt. Họ được mô phỏng giống như khuông mặt với cánh tay và chân, trong khi tên chính của nó là có nguồn gốc từ một thuật ngữ trong tiếng Nhật, có khoảng có nghĩa là "khuôn mặt lớn" và có thể được chia thành "khẩu súng" và "người đàn ông". Các Gunmen khác nhau có một loạt các vũ khí khác nhau, từ các vũ khí nguyên thủy như các cây chùy lớn hoặc tay trần, vũ khí tiên tiến như vũ khí bắn đạn hoặc chùm tia. Các Gunmen được hỗ trợ bởi "Spiral Energy" vốn có trong DNA của con người mạnh mẽ hơn những cái được lái bởi Beastmen. Máy phát thanh trong mỗi Gunmen đều liên kết đến miệng, làm cho nó có vẻ như đang nói. Gurren Lagann cũng có thể bày tỏ ý kiến trên khuôn mặt.

### Chủ đề Spiral
Chủ đề Spiral (Xoắn ốc) đặc biệt nổi bật trong suốt loạt. Không chỉ là cơ sở của sức mạnh cho các nhân vật chính và nhân loại nhưng nó cũng được trình bày như là một triết lý và cách sống, và như là một mô hình vật lý. Lordgenome (người có tên riêng chứa từ genome, nhắc đến DNA và cặp đôi xoắn ốc của nó) lưu ý rằng nó là trật tự tự nhiên của vũ trụ để phối hợp chính nó vào một sự sắp xếp xoắn ốc. Xoắn ốc tượng trưng cho cấu trúc chuỗi xoắn kép của DNA, đại diện cho tiến hóa sinh học và cấu trúc xoắn ốc của thiên hà, đại diện cho sự tiến hóa phổ quát. Bốn vị tướng của Lordgenome cũng gợi ngắc đến motif thông qua tên của họ, vốn là dẫn xuất của 4 axit nucleic của DNA: Adenine, Thymine, Cytocine, và Guanine. Mũi khoan xoắn ốc của Simon được sử dụng như một motif để tượng trưng cho chủ đề xoắn ốc trong suốt loạt. Đồng thời, các mũi khoan motif tượng trưng cho linh hồn và quyết tâm vượt qua mọi trở ngại như là một cái gì đó dần dần tiến bộ "với tất cả các cuộc tiến hóa".
Trong cùng một cách một xoắn ốc logarit phát triển về kích thước với mỗi đường cong liên tiếp, phạm vi của câu chuyện của Gurren Lagann' và quy mô mecha của nó phát triển trong các bước kế tiếp như câu truyện tiến triển. Đến cuối của loạt, mecha lớn nhất, Tengen Toppa Gurren-Lagann, chứa tất cả các lần lặp lại nhỏ hơn của Gurren-Lagann lồng vào bên trong giống như một búp bê Daruma hoặc búp bê matryoshka, phản ánh cách các đường cong của một xoắn ốc phát triển trong kích thước, nhưng duy trì hình dạng tương tự.

#### Năng lượng Spiral
Trong khái niệm của loạt, năng lượng Spiral là sức mạnh của quá trình tiến hóa, tạo ra bởi dạng sống dựa trên DNA như con người có cấu trúc phân tử đôi xoắn cho phép chúng phát triển mạnh mẽ hơn thông qua các thế hệ. Năng lượng Spiral là thứ kết nối những người có khả năng tiến hóa, được gọi là dạng sống Spiral và vũ trụ với nhau. Bởi vì Beastmen không sinh sản tự nhiên, họ không thể phát triển và do đó không thể sản xuất năng lượng Xoắn ốc. Lượng năng lượng Spiral được sản xuất bởi một cá nhân khác nhau và không chỉ dựa trên những hạn chế riêng của họ, nhưng trực tiếp dựa trên sự tồn tại và kiên trì. Năng lượng Spiral có tiềm năng vô hạn và các ứng dụng nó có thể tái tạo và phát triển các bộ phận mới trên của máy móc đến quy mô thiên hà và thậm chí tạo ra những đường hầm thông qua không-thời gian. Một trong những ứng dụng phổ biến nhất trong loạt là vũ khí: đạn dược mang năng lượng Spiral tăng cường sức mạnh ngăn chặn hiện tượng, một khẩu shotgun đơn giản có khả năng gây tổn hại một Mugann, trong khi các đầu đạn và chùm năng lượng Spiral cho thấy sức tàn phá vượt qua vũ khí hạt nhân.
Năng lượng Spiral là quy định cụ thể để thách thức luật bảo tồn năng lượng hàng loạt, ngoài ra còn để giải thích việc tạo ra các khối lượng thực tế thay đổi trong suốt trận chiến, cũng mang nguy hiểm nếu năng lượng Spiral bị lạm dụng. Gọi là "Spiral Nemesis" bởi Anti-Spirals, quá nhiều năng lượng Spiral có thể khiến toàn bộ không thời gian sụp đổ vào một hố đen siêu lớn.

#### Anti-Spiral
Anti-Spirals (アンチ=スパイラル Anchi Supairaru) phục vụ như là đối kháng chính của nửa thứ hai của loạt. Họ là một chủng tộc ngoài hành tinh, những người đã từ bỏ việc sử dụng năng lượng Spiral, do đó ngừng phát triển, sau khi phát hiện ra rằng sự tiến hóa vô hạn có thể một ngày nào đó dẫn đến sự hủy diệt của tất cả không-thời gian, một sự kiện mà họ gọi là "Spiral Nemesis". Như tên gọi của họ ngụ ý, họ hành động để đàn áp các nền văn minh khác trong vũ trụ sử dụng năng lượng Spiral, vì sợ rằng họ có thể tạo ra một mối đe dọa cho vũ trụ nếu không được kiểm soát. Bởi vì năng lượng Spiral được tạo ra bởi ý chí của người sử dụng, Anti-Spiral sử dụng chiến thuật gây sợ hãi và tuyệt vọng cho kẻ thù của họ. Khi một nền văn minh Spiral đầu hàng ý muốn của Anti-Spiral, trong đó bao gồm Trái Đất trước thời cai trị của Lordgenome, Anti-Spiral để lại phía sau một hệ thống "phòng thủ" tự động sẽ kích hoạt và tấn công nền văn minh đó nếu nó tạo ra quá nhiều năng lượng Spiral.

## Truyền thông

### Anime
Được sản xuất bởi hãng phim hoạt hình Gainax, đạo diễn bởi Imaishi Hiroyuki và kịch bản viết bởi Nakashima Kazuki cùng hai nhà đồng sản xuất là Aniplex và Konami, Gurren Lagann được phát sóng trên kênh TV Tokyo từ ngày 1 tháng 4 đến 30 tháng 9 năm 2007. Anime gồm 27 tập cộng với 2 tập đặc biệt, đầu tiên là phiên bản kiểm duyệt của tập 6 và thứ 2 là tập 5.5 được phát hành để đính kèm với phiên bản trò chơi điện tử trên hệ Nintendo DS.
Phiên bản tiếng Anh đã được cấp phép bởi ADV Films để phát hành tại thị trường Bắc Mỹ nhưng sau đó được mua lại bởi Bandai Entertainment. Chương trình cũng được chiếu trên Sci Fi Channel vào ngày 28 tháng 7 năm 2008 như là một phần của khối anime Ani-Monday, phát sóng 2 tập mỗi tuần (và 3 tập trong tuần cuối cùng) . Chi nhánh phân phối châu Âu của Bandai là Beez Entertainment phân phối anime ở Anh và châu Âu với bộ đĩa DVD đầu tiên phát hành vào ngày 6 tháng 7 năm 2009 và Reanimedia tiến hành phân phố tại Nga. Phiên bản tiếng Anh cũng được phát sóng kênh tiếng Anh Animax Asia của Animax ở khu vực Đông Nam Á và Nam Á từ ngày 22 tháng 5 năm 2009.

#### Sự cố 2channel
Akai Takami, nhà sản xuất của anime và một đồng sáng lập của Gainax, tuyên bố rằng ông sẽ từ chức khỏi vị trí của mình từ tập 5, được phát sóng vào ngày 29 tháng 4 năm 2007, trên bình luận rằng ông liên quan đến bài viết trên diễn đàn Internet 2channel của Nhật Bản. Akai và một nhân viên khác của Gainax, Mimori Keiko, chê bai những nhận xét về ý kiến chỉ trích phong cách hoạt hình của tập 4 của Gurren Lagann, được hoàn toàn sự chỉ dẫn bởi khách và bạn của ông là Kobayashi Osamu. Đối với việc đọc những lời chỉ trích của người hâm mộ, Akai nói rằng đó là "giống như đặt mặt của mình bên cạnh hậu môn và phải thở sâu." Người hâm mộ sau này trở nên nhận thức được ý kiến của mình, và ông tuyên bố sự ra đi của ông từ công ty ông đã giúp sáng lập .
Nghệ sĩ Pixar là Grant Alexander báo cáo rằng khi ông được hỏi về các hình ảnh động gây tranh cãi của tập 4, một nhân viên khác của Gainax là Wakabayashi Hiromi cho biết "... người hâm mộ thất vọng với chất lượng của hình ảnh, nhưng nó hoàn toàn là có chủ ý của Imaishi (đạo diễn bộ anime). Ông muốn mô phỏng các hình ảnh vốn rất phổ biến trong các tác phẩm trong quá khứ, vốn có khác biệt rất lớn về chất lượng hình ảnh do quá trình sản xuất của chương trình truyền hình khi đó" .

### Manga
Chuyển thể manga đầu của anime có tựa Tengen Toppa Gurren Lagann được thực hiện bởi Mori Kotaro và đăng trên tạp chí shōnen là Dengeki Comic Gao! của MediaWorks từ ngày 27 tháng 4 năm 2007. Bộ manga này kết thúc tuần tự trong Dengeki Comic Gao! từ ngày 27 tháng 2 năm 2008 khi tạp chí ngưng hoạt động nhưng vẫn tiếp tục tuần tự trong Dengeki Daioh của ASCII Media Works vào ngày 21 tháng 4 năm 2008. Tập tankōbon đầu tiên được phát hành vào ngày 27 tháng 9 năm 2007 tại Nhật Bản, có chứa 5 chương đầu tiên và được xuất bản với nhãn hiệu Dengeki Comics của ASCII Media Works; tập thứ 2 vào ngày 27 tháng 3 năm 2008. Bandai Entertainment đăng ký bản quyền phiên bản tiếng Anh của loạt manga để phát hành tại thị trường Bắc Mỹ . Câu chuyện của manga theo sau cốt truyện giống như anime, tuy nhiên lại có một số thay đổi để bố trí các sự kiện, bổ sung câu chuyện đằng sau mà về cơ bản là lấp đầy vào các khoảng trống của anime, chẳng hạn như mối quan hệ giữa Dayakka và Kiyoh.
Một manga spin-off có tựa Tengen Toppa Gurren Lagann: Gurren Gakuen-hen (天元突破グレンラガン −紅蓮学園篇−) được đăng trên tạp chí Comp Ace của Kadokawa Shoten từ ngày 26 tháng 8 năm 2008 đến ngày 26 tháng 1 năm 2009. Manga này có các nhân vật trong anime và đặt vào một thế giới song song. Trong manga này, Simon theo học Học viện Dai-Gurren (ダイグレン学園 Dai Guren Gakuen) với người bạn Kamina và bạn thời thơ ấu là Yoko. Simon, người sống trong một nhà chung cư xuống cấp, muốn có một cuộc sống bình thường đã gặp gỡ Nia vào một ngày một bí ẩn khi cô đi xuống cầu thang. Cô ngay lập tức có ý thích Simon và tuyên bố anh là chồng của mình. Kamina tìm thấy một "aniki" trong Nia, chia sẻ phong cách nóng nảy của anh. Cô ghi danh vào Học viện Dai-Gurren, và cả ba phải đối phó với mối đe dọa của sinh viên đến từ Học viện Teppelin, những người muốn mang lại cho Nia trở lại cha cô, hiệu trưởng. Một manga spin-off khác có tựa Tengen Toppa Gurren Lagann 4-koma Kingdom: Yoko no Oheso-hen (天元突破グレンラガン4コマKINGDOM ヨーコのおヘソ編 Tengen Toppa Gurren Lagann 4-panel Kingdom: Yoko's Belly Button Chapter) với phong cách 4 hình đã được Futabasha xuất bản năm 2008 với nhiều mẫu truyện ngắn khác nhau thực hiện bởi nhiều tác giả khác nhau. Kadokawa còn phát hành một ngoại truyện khác có tựa Tengen Toppa Gurren Lagann: Rasen Shounentan (天元突破グレンラガン 螺旋少年譚) vào năm 2009.

### Trò chơi điện tử
Một trò chơi điện tử trực tuyến đã được phát triển bởi Konami gọi là Tengen Toppa Gurren Lagann Chōzetsu Hakkutsu ONLINE (天元突破グレンラガン 超絶発掘ONLINE nghĩa đen "Tengen Toppa Gurren Lagann: Superior Excavation Online"). Phiên bản thử nghiệm Beta kết thúc vào ngày 16 tháng 4 năm 2007. Người chơi có vai trò của một máy khoan và khoan kho tàng trong góc nhìn người thứ nhất. Có một cửa hàng để mua khoan với nhân viên bán hàng là một nhân vật ban đầu có tên là Asaki. Người chơi cũng có thể thu thập thẻ kinh doanh kỹ thuật số. Trò chơi bị hủy bỏ ở giai đoạn closed beta vì việc cài đặt các trò chơi làm hỏng Windows vô thời hạn. Konami thậm chí đã phải gửi 500GB ổ đĩa cứng bên ngoài để người sử dụng phiên bản beta có thể sao lưu các tập tin trong khi cài đặt lại hệ điều hành của họ.
Một trò chơi khác cho hệ Nintendo DS đã phát hành vào ngày 25 tháng 10 năm 2007, không chỉ các nhân vật trong anime nhưng cũng có chứa một tập phim đặc biệt trong giai đoạn đầu của câu chuyện như là một phần thưởng đặt hàng trước.
Trong tháng 6 năm 2010, Gainaxmua lại bản quyền trò chơi điện tử của loạt từ Konami, cho phép Banpresto đi kèm trong phần mới nhất của câu truyện thương hiệu Super Robot Wars, 2nd Super Robot Wars Z: Destruction Chapter, dự kiến phát hành vào tháng 4 năm 2011.

### Phim anime
Một phim anime có tựa Gekijōban Tengen Toppa Guren Lagann Guren Hen (劇場版 天元突破グレンラガン 紅蓮篇) được Gainax thực hiện cũng với sự đạo diễn của Imaishi Hiroyuki và kịch bản viết bởi Nakashima Kazuki. Bộ phim được công chiếu trong các rạp của Nhật Bản vào ngày 6 tháng 9 năm 2008 và sau đó phát hành dưới dạng DVD vào ngày 22 tháng 4 năm 2009 . Bộ phim là một biên soạn của các sự kiện của diễn ra trong nửa đầu của anime (từ tập 1 đến tập 15) và thêm 20 phút các sự kiện mới. Cùng với việc phát hành của phim, Gainax đã phát hành loạt nhạc điện tử tên Gurren Lagann Parallel Works, trong đó có câu chuyện thay thế Gurren Lagann thiết lập các bài hát từ nhạc anime gốc . Bộ phim có bản tiếng Anh chính thức đầu tiên tại rạp chiếu phim Viz Pictures tại San Francisco, California vào ngày 8 tháng 9 năm 2009. Aniplex cũng đã đăng ký bản quyền phiên bản tiếng Anh của bộ phim để phát hành tại Bắc Mỹ, trong khi Proware Multimedia International thì đăng ký bản quyền tại Đài Loan.
Một phim anime thứ hai có tựa Gekijōban Tengen Toppa Guren Lagann Lagann Hen (劇場版 天元突破グレンラガン 螺巌篇) được công chiếu tại các rạp [Nhật Bản vào ngày 25 tháng 4 năm 2009 và phát hành dưới dạng DVD vào ngày 27 tháng 1 năm 2010. Nó có cốt truyện tập trung vào các sự kiện diễn ra trong nửa cuối của anime, bổ sung thêm các cảnh chuyển động mới hơn so với bộ phim đầu tiên. DVD tiếng Nhật cho  Lagann Hen được phát hành vào ngày 27 tháng 1 năm 2010. Aniplex đăng ký bản quyền phiên bản tiếng Anh của phim anime trên DVD trong phiên bản thường và đặc biệt. Guren Hen được phát hành vào ngày 1 tháng 7 năm 2010 trong khi Lagann Hen được phát hành vào ngày 30 tháng 7 năm 2010 .
Đối với cả hai phim, Nakagawa Shoko hát các bài hát chủ đề: "Tsuzuku Sekai" (続く世界) cho Guren Hen và "Namida no Tane, Egao no Hana" (涙の種、笑顔の花) cho Lagann Hen. Iwasaki Taku biên soạn nhạc cho phim.

### Âm nhạc
Bộ anime có 4 bài hát chủ đề, 1 mở đầu và ba kết thúc. bài hát mở đầu có tên Sorairo Days (空色デイズ) do Nakagawa Shoko trình bày, đĩa đơn chứa bài hát đã phát hành vào ngày 27 tháng 6 năm 2007 với ba phiên bản gồm một giới hạn và hai bình thường, phiên bản giới hạn có một số bản nhạc khác so với bản bình thường cũng như đính kèm nhiều vật phẩm khác, một phiên bản bình thường đính kèm một đĩa chứa đoạn phim trình bày nhạc phẩm. Bài hát kết thúc thứ nhất có tên Underground do High Voltage trình bày dùng từ tập 1 đến 15, đĩa đơn chứa bài hát đã phát hành vào ngày 02 tháng 5 năm 2007. Bài hát kết thúc thứ hai là bài 'Happily Ever After do Nakagawa Shoko trình bày dùng trong tập 16, bài hát đã phát hành chung trong đĩa đơn chứa bài hát mở đầu. Bài hát kết thúc thứ ba là bài Minna no Peace (みんなのピース) do Afromania trình bày dùng từ tập 17 đến 27, đĩa đơn chứa bài hát đã phát hành vào ngày 18 tháng 7 năm 2007. Album chứa các bản nhạc dùng trong bộ anime đã phát hành vào ngày 06 tháng 2 năm 2008.
Một album đặc biệt chứa các bài hát chủ đề ngoài ra còn đính kèm đĩa chứa các đoạn phim trình bày các bài hát chủ đề cùng các bản nhạc dùng trong bộ anime đã phát hành một cách giới hạn vào ngày 03 tháng 10 năm 2007. Đĩa đơn chứa các bài hát do các nhân vật trình bày đã phát hành vào ngày 25 tháng 7 năm 2007.
| Sorairo Days (空色デイズ) | Sorairo Days (空色デイズ)                                       | Sorairo Days (空色デイズ) |
| STT                       | Nhan đề                                                         | Thời lượng                |
| ------------------------- | --------------------------------------------------------------- | ------------------------- |
| 1.                        | "Sorairo Days (空色デイズ)"                                     | 4:13                      |
| 2.                        | "happily ever after"                                            | 3:30                      |
| 3.                        | "Sorairo Days -of construction- (空色デイズ -of construction-)" | 1:33                      |
| 4.                        | "Sorairo Days -of realization- (空色デイズ -of realization-)"   | 1:33                      |
| Tổng thời lượng:          | Tổng thời lượng:                                                | 10:49                     |

| Sorairo Days (空色デイズ) | Sorairo Days (空色デイズ)                                 | Sorairo Days (空色デイズ) |
| STT                       | Nhan đề                                                   | Thời lượng                |
| ------------------------- | --------------------------------------------------------- | ------------------------- |
| 1.                        | "Sorairo Days (空色デイズ)"                               | 4:12                      |
| 2.                        | "happily ever after"                                      | 3:28                      |
| 3.                        | "Mitsubachi no Sasayaki (みつばちのささやき)"             | 3:59                      |
| 4.                        | "Sorairo Days -Instrumental- (空色デイズ -Instrumental-)" | 4:12                      |
| Tổng thời lượng:          | Tổng thời lượng:                                          | 15:51                     |

| UNDERGROUND      | UNDERGROUND                                         | UNDERGROUND |
| STT              | Nhan đề                                             | Thời lượng  |
| ---------------- | --------------------------------------------------- | ----------- |
| 1.               | "UNDERGROUND"                                       | 3:03        |
| 2.               | "RUNNER"                                            | 3:26        |
| 3.               | "Non-Verbal-Communication (Remaster)(INSTRUMENTAL)" | 3:00        |
| Tổng thời lượng: | Tổng thời lượng:                                    | 9:29        |

| Minna no Peace (みんなのピース) | Minna no Peace (みんなのピース)                  | Minna no Peace (みんなのピース) |
| STT                             | Nhan đề                                          | Thời lượng                      |
| ------------------------------- | ------------------------------------------------ | ------------------------------- |
| 1.                              | "Minna no Peace (みんなのピース)"                | 2:38                            |
| 2.                              | "Taiyou (太陽)"                                  | 3:47                            |
| 3.                              | "Hadakete (Single Ver.) (ハダケテ(Single Ver.))" | 3:31                            |
| Tổng thời lượng:                | Tổng thời lượng:                                 | 9:56                            |

| Tengen Toppa Gurren Lagann Original Soundtrack (天元突破グレンラガン オリジナル・サウンドトラック) | Tengen Toppa Gurren Lagann Original Soundtrack (天元突破グレンラガン オリジナル・サウンドトラック) | Tengen Toppa Gurren Lagann Original Soundtrack (天元突破グレンラガン オリジナル・サウンドトラック) |
| STT                                                                                                | Nhan đề | Thời lượng                                                                                         |
| -------------------------------------------------------------------------------------------------- | --- | -------------------------------------------------------------------------------------------------- |
| 1.                                                                                                 | "Shikata Nee! 1 Fun 20 Byou Dake Kobi Te Yaru (仕方ねえ! 1分20秒だけ媚びてやる)" | 1:18                                                                                               |
| 2.                                                                                                 | "Mogura wa Mogura no Mama na no ka? (モグラはモグラのままなのか?)" | 2:53                                                                                               |
| 3.                                                                                                 | "Rap wa Otoko no Tamashii Da! Onore o Shinjite Ten o Yubisasu Dotou no Otoko・Kamina-sama no Theme wo Mimi no Ana Kappojitte Yo~ku Kikiyagare!! (ラップは漢の魂だ! 己を信じて天を指差す怒涛の男・カミナ様のテーマを耳の穴かっぽじってよ〜く聴きやがれ!!)"                                               | 2:54                                                                                               |
| 4.                                                                                                 | "Buta Mogura wa Rasen no Yume o Miru ka? (ブタモグラは螺旋の夢を見るか?)" | 2:53                                                                                               |
| 5.                                                                                                 | "Boin VS Boin (ボイン VS ボイン)" | 3:06                                                                                               |
| 6.                                                                                                 | "Moete Bakari de ii no Kai? (燃えてばかりでいいのかい?)" | 5:11                                                                                               |
| 7.                                                                                                 | "Omae no xxx de Ten o Tsuke!! (Hajimete Mita Chijou Ver.) (お前の×××で天を衝け!! 〜初めて見た地上ver.〜)" | 2:07                                                                                               |
| 8.                                                                                                 | "Daikotsu ni Nacchimatta Kamina no Oyaji ni Yoseru Aika (骸骨になっちまったカミナの親父に寄せる哀歌)" | 3:11                                                                                               |
| 9.                                                                                                 | "Ookami ga Kita!! (狼が来た!!)" | 3:12                                                                                               |
| 10.                                                                                                | "Nikopol" | 3:20                                                                                               |
| 11.                                                                                                | "Tsuki to Hoshi to A・ta・shi (月と星とア・タ・シ)" | 3:01                                                                                               |
| 12.                                                                                                | "Moero Sankyoudai (萌えろ三姉妹)" | 3:03                                                                                               |
| 13.                                                                                                | "Aaaah! Gaikotsu gaa!! Gaikotsu gaaa!!! (ああああッ! 骸骨がぁ!! 骸骨がぁぁ!!!)" | 2:42                                                                                               |
| 14.                                                                                                | "Omaera Zenin Moete Shimaetsu!!! (お前ら全員燃えてしまえっ!!!)" | 3:43                                                                                               |
| 15.                                                                                                | "Omae no ××× yo, Sosoritate! (お前の×××よ、そそり立て!)" | 2:23                                                                                               |
| 16.                                                                                                | "He is so ×××" | 2:33                                                                                               |
| 17.                                                                                                | "Lovely Boin (ラブリーボイン)" | 2:40                                                                                               |
| 18.                                                                                                | "Peeping Tom" | 1:32                                                                                               |
| 19.                                                                                                | "Hige to Harem (髭とハーレム)" | 3:02                                                                                               |
| 20.                                                                                                | "Oyaji no Katamari (親父の塊)" | 2:17                                                                                               |
| 21.                                                                                                | "Omae nanka Shinji Rarekka! (お前なんか信じられっか!)" | 2:32                                                                                               |
| 22.                                                                                                | "Ima wa Junbi ga Hitsuyou nanda yo!! (今は準備が必要なんだよ!!)" | 1:48                                                                                               |
| 23.                                                                                                | "Gattai Nante Kuso Kurae!! (Gattai Sounyuu Kyoku Dai Ichiban wa Tanchou Areguro K2564) (合体なんてクソくらえ!! (合体挿入曲第一番 ハ短調アレグロ K2564))" | 3:14                                                                                               |
| 24.                                                                                                | ""Moe"tte Ittai Nani Desuka? (「萌え」っていったい何ですか?)" | 3:29                                                                                               |
| 25.                                                                                                | "Omae no ××× de... (お前の×××で...)" | 1:17                                                                                               |
| 26.                                                                                                | "Ai・Tsukami Masu I (愛・掴みますI)" | 0:08                                                                                               |
| 27.                                                                                                | "Ai・Tsukami Masu II (愛・掴みますII)" | 0:04                                                                                               |
| 28.                                                                                                | "Rap wa Otoko no Tamashii Da! Muri wo Tooshite Douri o Kettobasu! Oretachi Dai Gurren Dan no Theme wo Mimi no Ana Kappojitte Yo~ku Kikiyagare!! (Short Start Edit) (ラップは漢の魂だ! 無理を通して道理を蹴っ飛ばす! 俺たち大グレン団のテーマを耳の穴かっぽじってよ〜く聴きやがれ!! (Short Start Edit))" | 2:47                                                                                               |
| 29.                                                                                                | "Tabi tte naa? Tsukareru Monnan Dayo (旅ってなぁ疲れるもんなんだよ)" | 2:52                                                                                               |
| 30.                                                                                                | ""Moe" tte ittai...? (「萌え」っていったい...?)" | 2:12                                                                                               |
| 31.                                                                                                | "Kurayami no Naka de Nani wo Kangae te Yagaru!! (暗闇の中で何を考えてやがるッ!!)" | 2:24                                                                                               |
| 32.                                                                                                | "BafBaf! Sonna ni Moeru no ga... Suki Kai? (BafBaf! そんなに燃えるのが...好きかい?)" | 5:28                                                                                               |
| 33.                                                                                                | "Chou Gattai (Gattai Sounyuu Kyoku Dai Ni Ban K3845 Purogure) (超合体 (合体挿入曲第二番K3845プログレ))" | 2:16                                                                                               |
| 34.                                                                                                | "Mawatte Mawatte Mawatte Mawa!? (回って回って回って回っ!?)" | 2:56                                                                                               |
| 35.                                                                                                | "Mawatte Mawatte Mawatte Mawatte te te te... (回って回って回って回ってててて...)" | 4:21                                                                                               |
| 36.                                                                                                | "Nessa no Areno o Nukete Dai-Gurren Dan ga Iku no Da (熱砂の荒野を抜けて大グレン団が行くのだ)" | 2:28                                                                                               |
| 37.                                                                                                | "Ai・Tsukami Masu III (愛・掴みますIII)" | 0:07                                                                                               |
| 38.                                                                                                | "Ai・Tsukami Masu IV (愛・掴みますIV)" | 0:10                                                                                               |
| 39.                                                                                                | "Tsukihi wa Hyakudai no Kakaku Nari (月日は百代の過客なり)" | 2:51                                                                                               |
| 40.                                                                                                | "Adai Mura no Dekosuke (アダイ村のデコ助)" | 2:27                                                                                               |
| 41.                                                                                                | "Megane de Kimeyou (メガネで決めよう)" | 3:23                                                                                               |
| 42.                                                                                                | "Dou da! Ore no Trumpet wa Sugoi Daro!! (どうだ! 俺のトランペットは凄いだろう!!)" | 3:22                                                                                               |
| 43.                                                                                                | "Rap wa Kan no Tamashii...... Datta... yo na... (ラップは漢の魂......だった...よな...)" | 3:04                                                                                               |
| 44.                                                                                                | "Rizooto Raifu no Iroha (リゾートライフのイロハ)" | 2:32                                                                                               |
| 45.                                                                                                | "Poison prison (ポイズンプリズン)" | 2:37                                                                                               |
| 46.                                                                                                | "Dareka ga Dareka wo Uranderu (誰かが誰かを恨んでる)" | 2:43                                                                                               |
| 47.                                                                                                | "The Blue monday e"r"ectrical parade" | 4:39                                                                                               |
| 48.                                                                                                | ""Libera me" from hell" | 4:47                                                                                               |
| 49.                                                                                                | "Love Conservative" | 4:12                                                                                               |
| 50.                                                                                                | "Omae no ××× de Ten wo... (お前の×××で天を...)" | 2:05                                                                                               |
| 51.                                                                                                | "Omae no ××× de Ten o Tsuke!! (お前の×××で天を衝け!!)" | 3:38                                                                                               |
| Tổng thời lượng:                                                                                   | Tổng thời lượng: | 2:19:54                                                                                            |

| Tengen Toppa Gurren Lagann Best Sound (天元突破グレンラガン BEST SOUND) | Tengen Toppa Gurren Lagann Best Sound (天元突破グレンラガン BEST SOUND) | Tengen Toppa Gurren Lagann Best Sound (天元突破グレンラガン BEST SOUND) |
| STT                                                                     | Nhan đề | Thời lượng                                                              |
| ----------------------------------------------------------------------- | --- | ----------------------------------------------------------------------- |
| 1.                                                                      | "Sorairo Days (空色デイズ)" | 4:13                                                                    |
| 2.                                                                      | "UNDERGROUND" | 3:02                                                                    |
| 3.                                                                      | "Minna no Peace (みんなのピース)" | 2:38                                                                    |
| 4.                                                                      | "happily ever after" | 3:30                                                                    |
| 5.                                                                      | "BREAK THROUGH THE DREAM" | 4:10                                                                    |
| 6.                                                                      | "Trust" | 4:45                                                                    |
| 7.                                                                      | "Rap wa Kan no Tamashii da! Muri wo Tooshite Douri wo Kettobasu! Oretachi Dai-Gurren Dan no Theme wo Mimi no Ana Kappojitte Yo~ku Kikiyagare!! (ラップは漢の魂だ!無理を通して道理を蹴っ飛ばす!俺たち大グレン団のテーマを耳の穴かっぽじってよ～く聴きやがれ!!)" | 3:20                                                                    |
| 8.                                                                      | "Mole wa Mole no mama nano ka? (モグラはモグラのままなのか?)" | 2:52                                                                    |
| 9.                                                                      | "Boin VS Boin (ボインVSボイン)" | 3:06                                                                    |
| 10.                                                                     | "Gaikotsu ni Nacchimatta Kamina no Oyaji ni Yoseru Aika (骸骨になっちまったカミナの親父に寄せる哀歌)" | 3:09                                                                    |
| 11.                                                                     | "Ookami ga Kita!! (狼が来た!!)" | 3:09                                                                    |
| 12.                                                                     | "BafBaf! Sonna ni Moeru no ga... Suki kai? (BafBaf!そんなに燃えるのが...好きかい?)" | 5:26                                                                    |
| 13.                                                                     | "Nikopol" | 3:20                                                                    |
| 14.                                                                     | "Tsuki to Hoshi to A・ta・shi (月と星とア・タ・シ)" | 2:59                                                                    |
| 15.                                                                     | "Nessa no Kouya wo Nukete Dai-Gurren Dan ga Iku no da (熱砂の荒野を抜けて大グレン団が行くのだ)" | 2:27                                                                    |
| 16.                                                                     | "Rap wa Kan no Tamashii da! Onore wo Shinjite Ten wo Yubisasu Dotou no Otoko・Kamina-sama no Theme wo Mimi no Ana Kappojitte Yo~ku Kikiyagare!! (ラップは漢の魂だ!己を信じて天を指差す怒涛の男・カミナ様のテーマを耳の穴かっぽじってよ～く聴きやがれ!!)"       | 2:54                                                                    |
| 17.                                                                     | ""Moe"tte Ittai Nandesu ka? (「萌え」っていったい何ですか?)" | 3:27                                                                    |
| 18.                                                                     | "Omaera Zenin Moete Shimae!!! (お前ら全員燃えてしまえっ!!!)" | 3:38                                                                    |
| 19.                                                                     | "Gattai Nante Kuso Kurae!! (Gattai Sounyuukyoku Daiichiban C minor Allegro K2564) (合体なんてクソくらえ!!(合体挿入曲第一番 ハ短調アレグロ K2564))" | 3:15                                                                    |
| 20.                                                                     | "Mawatte Mawatte Mawatte Mawattetetete... (回って回って回って回ってててて...)" | 4:21                                                                    |
| 21.                                                                     | "Love Conservative" | 4:10                                                                    |
| 22.                                                                     | "Rap wa Kan no Tamashii...... datta... yo na... (ラップは漢の魂......だった...よな...)" | 3:02                                                                    |
| 23.                                                                     | "The Blue monday e"r"ectrical parade" | 4:38                                                                    |
| 24.                                                                     | "Dou da! Ore no Trumpet wa Sugoi darou!! (どうだ!俺のトランペットは凄いだろう!!)" | 3:20                                                                    |
| 25.                                                                     | ""Libera me" from hell" | 4:47                                                                    |
| 26.                                                                     | "Omae no ××× de... (お前の×××で...)" | 1:12                                                                    |
| 27.                                                                     | "Omae no ××× de Ten wo Tsuke!! (お前の×××で天を衝け!)" | 3:39                                                                    |
| Tổng thời lượng:                                                        | Tổng thời lượng: | 1:34:29                                                                 |

| Tengen Toppa Gurren Lagann Character Song (天元突破グレンラガン キャラクターソング) | Tengen Toppa Gurren Lagann Character Song (天元突破グレンラガン キャラクターソング) | Tengen Toppa Gurren Lagann Character Song (天元突破グレンラガン キャラクターソング) |
| STT                                                                                 | Nhan đề                                                                             | Thời lượng                                                                          |
| ----------------------------------------------------------------------------------- | ----------------------------------------------------------------------------------- | ----------------------------------------------------------------------------------- |
| 1.                                                                                  | "BREAK THROUGH THE DREAM"                                                           | 4:09                                                                                |
| 2.                                                                                  | "Trust"                                                                             | 4:46                                                                                |
| 3.                                                                                  | "BREAK THROUGH THE DREAM (Karaoke) (BREAK THROUGH THE DREAM (カラオケ))"            | 4:09                                                                                |
| 4.                                                                                  | "Trust (Karaoke) (Trust (カラオケ))"                                                | 4:46                                                                                |
| 5.                                                                                  | "BREAK THROUGH THE DREAM-pop'n music edit-"                                         | 2:03                                                                                |
| 6.                                                                                  | "Trust-Dance Dance Revolution mix-"                                                 | 1:44                                                                                |
| Tổng thời lượng:                                                                    | Tổng thời lượng:                                                                    | 21:37                                                                               |

Phim anime Gurren-hen có bài hát chủ đề là bài hát mở đầu có tên Tsuzuku Sekai (続く世界) do Nakagawa Shoko trình bày. Đĩa đơn chứa bài hát đã phát hành vào ngày 10 tháng 9 năm 2008 với hai phiên bản giới hạn và bình thường, phiên bản giới hạn có hình bìa khác và đính kèm một quyển sách chứa các hình ca sĩ hóa trang thành nhân vật bìa.
| Tsuzuku Sekai (続く世界) | Tsuzuku Sekai (続く世界) | Tsuzuku Sekai (続く世界) |
| STT                      | Nhan đề | Thời lượng               |
| ------------------------ | --- | ------------------------ |
| 1.                       | "Tsuzuku Sekai (続く世界)" | 4:48                     |
| 2.                       | "through the looking glass" | 4:36                     |
| 3.                       | "Tsuzuku Sekai -Instrumental- (続く世界 -Instrumental-)"                                                                                | 4:49                     |
| 4.                       | "Sorairo Days feat.8bit Project -spiral chiptune mix- (bonus track) (空色デイズ feat.8bit Project -spiral chiptune mix- (bonus track))" | 4:08                     |
| Tổng thời lượng:         | Tổng thời lượng: | 18:21                    |

Phim anime Lagann-Hen có bài hát chủ đề là bài hát mở đầu có tên Namida no Tane, Egao no Hana (涙の種、笑顔の花) do Nakagawa Shoko trình bày. Đĩa đơn chứa bài hát đã phát hành vào ngày 29 tháng 4 năm 2009 với ba phiên bản, hai giới hạn và một bình thường, một phiên bản giới hạn có đính kèm một đĩa trình bày nhạc phẩm và bản giới hạn khác có chứa các bản nhạc khác. Một đĩa đơn chứa bài hát do các nhân vật trình bày cùng một số bản nhạc mới dùng trong phim đã phát hành vào ngày 13 tháng 5 năm 2009.
| Namida no Tane, Egao no Hana (涙の種、笑顔の花) | Namida no Tane, Egao no Hana (涙の種、笑顔の花)                                 | Namida no Tane, Egao no Hana (涙の種、笑顔の花) |
| STT                                             | Nhan đề                                                                         | Thời lượng                                      |
| ----------------------------------------------- | ------------------------------------------------------------------------------- | ----------------------------------------------- |
| 1.                                              | "Namida no Tane, Egao no Hana (涙の種、笑顔の花)"                               | 4:45                                            |
| 2.                                              | "Gozen Rokuji (午前六時)"                                                       | 4:16                                            |
| 3.                                              | "milky kiss (ミルキィkiss)"                                                     | 4:24                                            |
| 4.                                              | "Namida no Tane, Egao no Hana -Instrumental- (涙の種、笑顔の花 -Instrumental-)" | 4:44                                            |
| Tổng thời lượng:                                | Tổng thời lượng:                                                                | 18:09                                           |

| Namida no Tane, Egao no Hana (涙の種、笑顔の花) | Namida no Tane, Egao no Hana (涙の種、笑顔の花)                                         | Namida no Tane, Egao no Hana (涙の種、笑顔の花) |
| STT                                             | Nhan đề                                                                                 | Thời lượng                                      |
| ----------------------------------------------- | --------------------------------------------------------------------------------------- | ----------------------------------------------- |
| 1.                                              | "Namida no Tane, Egao no Hana (涙の種、笑顔の花)"                                       | 4:45                                            |
| 2.                                              | "Gozen Rokuji (午前六時)"                                                               | 4:15                                            |
| 3.                                              | "Sorairo Days -Tengen Toppa EDITION Lagann-hen- (空色デイズ -天元突破EDITION 螺巌篇ー)" | 5:37                                            |
| 4.                                              | "Namida no Tane, Egao no Hana -Movie Edit- (涙の種、笑顔の花 -Movie Edit-)"             | 5:04                                            |
| Tổng thời lượng:                                | Tổng thời lượng:                                                                        | 19:41                                           |

| Gekijou-ban Tengen Toppa Gurren Lagann Lagann-Hen Soundtrack Plus (劇場版 天元突破グレンラガン 螺巌篇 サウンドトラック・プラス) | Gekijou-ban Tengen Toppa Gurren Lagann Lagann-Hen Soundtrack Plus (劇場版 天元突破グレンラガン 螺巌篇 サウンドトラック・プラス) | Gekijou-ban Tengen Toppa Gurren Lagann Lagann-Hen Soundtrack Plus (劇場版 天元突破グレンラガン 螺巌篇 サウンドトラック・プラス) |
| STT | Nhan đề | Thời lượng |
| --- | --- | --- |
| 1. | "Sono mama Damatte Moete Kure ~ Ten ni Owasu Kami (そのまま黙って燃えてくれ～天におわす神)"                                     | 3:34 |
| 2. | "Oyakusoku to Iu Koto de, Hitotsu (お約束と言う事で、ひとつ)"                                                                   | 2:10 |
| 3. | "Ore no ××× wa Uchuu一 (俺の×××は宇宙一)"                                                                                       | 5:14 |
| Tổng thời lượng: | Tổng thời lượng: | 10:58 |

Một bộ hộp đặc biệt giới hạn dành cho người hâm mộ với chủ đề xoay quanh nữ nhân vật Yoko Littner đã phát hành vào ngày 27 tháng 5 năm 2009. Với nhiều vật dụng khác nhau liên quan đến tác phẩm như DVD phỏng vấn, sách... trong đó có một đĩa đơn chứa các bài hát do nhân vật trình bày.
| Tengen Toppa Gurren Lagann Kirameki☆Yoko Box ~Pieces of Sweet Stars~ (天元突破グレンラガン キラメキ☆ヨーコBOX~Pieces of sweet stars~) | Tengen Toppa Gurren Lagann Kirameki☆Yoko Box ~Pieces of Sweet Stars~ (天元突破グレンラガン キラメキ☆ヨーコBOX~Pieces of sweet stars~) | Tengen Toppa Gurren Lagann Kirameki☆Yoko Box ~Pieces of Sweet Stars~ (天元突破グレンラガン キラメキ☆ヨーコBOX~Pieces of sweet stars~) |
| STT | Nhan đề | Thời lượng |
| --- | --- | --- |
| 1. | "S・t・a・r・S" | 4:27 |
| 2. | "S・t・a・r・S -Instrumental-" | 4:27 |
| 3. | "S・t・a・r・S -KIRAMEKI☆MIX- (S・t・a・r・S -キラメキ☆MIX-)"                                                                         | 3:44 |
| Tổng thời lượng: | Tổng thời lượng: | 12:38 |

## Đón nhận

### Đánh giá quan trọng
Gurren Lagann đã nhận được nhiều lời khen ngợi rộng rãi kể từ khi phát sóng. Nhà phê bình Theron Martin tại Anime News Network đã đánh giá anime là A với lời đánh giá "một trong những bộ phim sống động của thập kỷ" và kết luận "Bản khải hoàn ca náo nhiệt với các hành động của các mecha đầy nam tính của Gainax đã được truyền tải với phong cách đầy ấn tượng."  Anime News Network also gave the dubbed version of the first volume an 'A' rating.. IGN đã đánh giá anime là 9.7 trên 10 và nhà phê bình Ramsey Isler đã đánh giá "một câu truyện đầy cảm hứng" và nói rằng "Tổng thể tốt để trở thành một câu chuyện tuyệt vời về tinh thần bất khuất của những người quyết tâm." . Anime World Order cũng đưa ra một loạt xem xét tích cực và ghi nhận rằng nó đã trở thành một trong những anime mecha nổi tiếng nhất trên mạng, với nhà phê bình Clarissa Graffeo nói nó khá nổi tiếng với các khán giả khác nhau không thường xem anime robot khổng lồ, bằng cách kết hợp các khía cạnh từ thể loại anime khác nhau, bao gồm các yếu tố của Super Robot, Real Robot, Shōnen, Shōjo, Seinen và Josei .
THEM Anime Reviews cho anime số điểm' là 4 trên 5 sao với nhà phê bình Tim Jones mô tả nó là "Gần như đạt được năm sao" và nói rằng "Món ăn đầy những tình tiết hành động, hài hước, drama, phiêu lưu và khoa học viễn tưởng, thu hút ngay cả những người ít quan tâm đến thể loại mecha." . Ross Liversidge tại UK Anime Network đã đánh giá 8 trên 10 cho 7 tập đầu của bộ anime với lời nhận xét "bộ phim có khía cạnh mới khiến nó trở nên hấp dẫn hơn" cũng như "chất lượng phát hành tốt" và "một bộ phim vui nhộn và ấn tượng nổi bật giữa những bộ phim khác" . Trong một lời nhận xét tại Mania.com, người xem Chris Beveridge cho hai phần ba của phần đầu anime một điểm 'A'. Ông mô tả phần thứ ba đầu tiên là "hỗn loạn, huyền diệu và hấp dẫn"  và sau đó mô tả thứ hai phần ba là quyến rũ "với những ý tưởng kể chuyện phi tiêu chuẩn cho một loạt anime" và kết luận rằng đó là "vui vẻ, thú vị, không thể đoán trước và đầy các thông điệp tích cực thông thường nhưng thực hiện mà không có bất kỳ rao giảng nghiêm trọng nào" .

### Giải thưởng
Loạt anime Gurren Lagann đã nhận được Giải xuất sắc tại Lễ hội Nghệ thuật Truyền thông Nhật Bản năm 2007 . Đạo diễn Imaishi Hiroyuki nhận giải cá nhân là Cá nhân xuất sắc nhất tại sự kiện Animation Kobe lần thứ 12 cùng năm đó cho công việc của ông trong anime .
Tại lễ trao giải Anime Tokyo lần thứ 7 trong Hội chợ Anime quốc tế Tokyo năm 2008, Gurren Lagann đoạt giải thưởng Phim truyền hình xuất sắc nhất cùng giải Nhân vật thiết kế tốt nhất thuộc về nhà thiết kế nhân vật Nishigori Atsushi cho công việc của ông trên anime .

### Ảnh hưởng
Trong một cuộc phỏng vấn, người viết kịch bản Nakashima Kazuki trích dẫn Ishikawa Ken, đồng tác giả của Getter Robo là một trong những ảnh hưởng đến Gurren Lagann . Gurren Lagann có ảnh hưởng rất nhiều từ Getter Robo đặc biệt là vào phần cuối, nơi quy mô trở nên vô lý, khi mà kích thước của người máy trở nên lớn dần lên giống như trong Getter Robo hay cụ thể hơn là loạt manga Getter Robo Go. Kẻ thù cuối trông rất giống với La Gooth of Records of Nothingness, một công trình khác của Ishikawa . Tuy nhiên Nakashima muốn câu truyện của Gurren Lagann kết thúc một cách hợp lý hơn so với những gì Ishikawa thường làm trong các tác phẩm của ông. Theo Jason Green tại Anime News Network thì anime này cũng chịu ảnh hưởng từ các anime trước đó của Gainax đặc biệt là trong việc phát triển của nhân vật chính Simon, người đã có ba thiết kế khác nhau từ nhỏ đến lớn theo ba giai đoạn của anime. Mỗi thiết kế đều có ảnh hưởng từ các nhân vật trong các anime trước của Gainax như: Ikari Shinji trong Neon Genesis Evangelion, Takaya Noriko trong Gunbuster và Kubo Ken trong Otaku no Video .

### Văn hóa đại chúng
Ảnh hưởng từ và tham khảo đến Gurren Lagann có thể được tìm thấy trong một số lĩnh vực của văn hóa đại chúng gần đây, như anime và trò chơi điện tử Nhật Bản, truyện tranh Mỹ và phim hoạt hình cho đến chính trị tại châu Âu. Trong một cuộc tranh luận chính trị về việc liệu có nên thay đổi cờ Liên minh Anh bằng cách kết hợp thêm biểu tượng con rồng Y Ddraig Goch của xứ Wales hay không, tờ báo The Daily Telegraph đã tổ chức một cuộc thi cho các độc giả là tung thiết kế về con rồng của họ và để mọi người bỏ phiếu chọn. Vào ngày 11 tháng 12 năm 2007, mẫu thiết dựa trên Gurren Lagann đến từ Na Uy đã thắng giải với 55% phiếu bầu chọn.. Gurren Lagann cũng ảnh hưởng đến thương hiệu Transformers với những người sáng tạo của Transformers Animated trích dẫn nó như là một nguồn cảm hứng. Giám đốc nghệ thuật và thiết kế dẫn nhân vật Derrick Wyatt nói rằng, trong khi ông "đã không nhìn thấy Gurren Lagann cho đến sau đó", họ "đã hoàn thành hầu hết các mùa đầu tiên của TFA," ông khẳng định những người sáng tạo "chắc chắn được lấy cảm hứng " từ nó kể từ đó, đặc biệt là trong nửa phần hai và toàn phần ba của Transformers Animated .
Các mecha của Gurren có vai trò khách mời trong số Countdown to Final Crisis của DC Comics, xuất hiện như là một Green Lantern xây dựng bởi Kyle Rayner. Tập năm của loạt anime Baka to Testo to Shōkanjū năm 2010 cũng nói đến Gurren Lagann khi nhân vật chính Yoshi nói tên đòn tấn công "Pierce the heavens, Problem Break" trong Gurren Lagann và ném cây viết chì của cậu như mũi khoan. Thiết kế nhân vật của anime cũng ảnh hưởng đến thiết kế nhân vật của trò chơi phiêu lưu Ghost Trick do Capcom phát triển .